# Maylandia glaucos
Espèce
Maylandia glaucos est une espèce de poissons d'eau douce de la famille des Cichlidae endémique du lac Malawi en Afrique. Ce cichlidé fait partie des espèces dites « Mbuna » (ou « M'buna ») ou « poisson brouteurs d'algues du lac Malawi ».

## Répartition
Maylandia glaucos est endémique du lac Malawi mais uniquement sur le territoire du Mozambique.

## Description
Maylandia glaucos peut mesurer jusqu'à 69 mm, queue non comprise.

## Aquariophilie

### Reproduction
Cette espèce est incubatrice buccale maternelle, les femelles gardent les œufs, larves et tout jeunes alevins environ trois semaines, protégés dans leur gueule (sans manger ou en filtrant très légèrement les micro-détritus). Les mâles peuvent se montrer très insistants dès les premières maturités sexuelles des femelles, il est préférable de maintenir cette espèce en groupes de plusieurs individus (au moins en « trio » : un mâle pour deux femelles), de manière à diviser l'agressivité d'un mâle dominant sur plusieurs individus. 

### Croisement, hybridation, sélection
Il est impératif de maintenir cette espèce seule ou en compagnie de poissons originaires du lac Malawi mais n'appartenant pas au genre Maylandia et ce pour éviter tout croisement. Le commerce aquariophile a également vu apparaitre un grand nombre de spécimens provenant d'Asie notamment et aux couleurs variées ou albinos, obtenus par sélection, hybridation ou autres procédés.

### Variétés géographiques
Liste non exhaustive (voir aussi carte des localités de pèches) :
- Maylandia sp. "aurora blue" "Cobue"[3]

## Classification
Le nom valide complet (avec auteur) de ce taxon est Maylandia glaucos (Ciccotto, Konings & Stauffer, 2011).
L'espèce a été initialement classée dans le genre Metriaclima sous le protonyme 'Metriaclima glaucos Ciccotto, Konings & Stauffer, 2011,.
Maylandia glaucos a pour synonyme :
- Metriaclima glaucos Ciccotto, Konings & Stauffer, 2011

## Étymologie
Son épithète spécifique, du grec ancien γλαυκός, glaukós, « bleu grisâtre », lui a été donnée en référence à la teinte de son corps et de ses nageoires.

## Publication originale
- (en) Patrick J. Ciccotto, Adrianus Konings et Jay R. Stauffer, Jr, « Descriptions of five new species in the genus Metriaclima (Teleostei: Cichlidae) from Lake Malaŵi, Africa », Zootaxa, Magnolia Press (d), vol. 2738, no 1,‎ 12 janvier 2011, p. 1-25 (ISSN 1175-5334 et 1175-5326, OCLC 49030618, DOI 10.11646/ZOOTAXA.2738.1.1, lire en ligne).